# 民社黨 (日本)
民社党（日语：／）是日本历史上的一個中间派政黨。

## 歷史
民社黨創立於1960年安保鬥爭期間，當時日本社會黨的右派國會議員如西尾末廣、片山哲等由於支持日美安保條約，在美国的支持下分裂社会党，另行组建民社党。
民社黨在社會及經濟政策上名义上与社会党相近，但其支持新自由主义和市场经济。民社黨與當時執政黨自民黨一樣支持日美安保條約，使亲美、反共政党長期維持國會的多數。
该党最初取名为民主社會黨；1969年，改名為民社黨。1994年，民社黨和其它政黨合併為新進黨，隨即解散。

## 歴任中央執行委員長
| 代 | 委員長     | 在任期間                                       |
| -- | ---------- | ---------------------------------------------- |
| 1  | 西尾末廣   | 1960年（昭和35年）1月 - 1967年（昭和42年）6月  |
| 2  | 西村榮一   | 1967年（昭和42年）6月 - 1971年（昭和46年）4月  |
| 3  | 春日一幸   | 1971年（昭和46年）8月 - 1977年（昭和52年）11月 |
| 4  | 佐佐木良作 | 1977年（昭和52年）11月 - 1985年（昭和60年）4月 |
| 5  | 塚本三郎   | 1985年（昭和60年）4月 - 1989年（平成元年）2月  |
| 6  | 永末英一   | 1989年（平成元年）2月 - 1990年（平成2年）4月   |
| 7  | 大內啟伍   | 1990年（平成2年）4月 - 1994年（平成6年）6月    |
| 8  | 米澤隆     | 1994年（平成6年）6月 - 1994年（平成6年）12月   |